# Tiridate al III-lea
Tiridate al III-lea (în scris Trdat; armeană: Տրդատ Գ; 250–330) a fost un rege al Armeniei arsacide (287–330), cunoscut de asemenea ca Tiridate cel Mare (Տրդատ Մեծ), mulți savanți îl numesc în mod greșit Tiridate al IV-lea, ca urmare a faptului că Tiridate I al Armeniei⁠(d) a domnit de două ori. În 301 Tiridate a proclamat  creștinismul religie de stat a Armeniei, regatul armean devenind primul stat care a adoptat creștinismul în mod oficial.